# 千葉都市モノレール0形電車
千葉都市モノレール0形電車（ちばとしモノレール0がたでんしゃ）は、千葉都市モノレールの懸垂式モノレール車両。URBAN FLYER（アーバンフライヤー）の愛称を持つ。

## 概要
1988年（昭和63年）の2号線部分開業以来使用されてきた1000形1次車の老朽化に伴う置き換えのため、2011年（平成23年）12月に落成し、翌2012年（平成24年）7月8日に営業運転を開始した。車両価格は5次車で1両2億9,000万円。
本形式は千葉都市モノレールの資料に基づき、次車区分は1000形から続いて5次車以降に該当し、編成番号は第21編成から付番されている。本項目もそれに準じて記載する。
車両のデザインはGKデザイン総研広島によるもので、デザインコンセプトは「空（そら）」である。デザインについては2006年（平成18年）以来4回に渡り学識経験者などで構成された「千葉モノレール新型車両デザイン検討委員会」によって検討が加えられてきた。シンボルマークは、千葉の地名の由来となった千葉氏の家紋月星紋をアレンジしたもので、車両の随所にあしらわれている。これは千葉氏が北極星の神格化である妙見菩薩を一族の守り神として信仰した故事に由来しており、コンセプトである「空」の象徴として採り入れたものである。

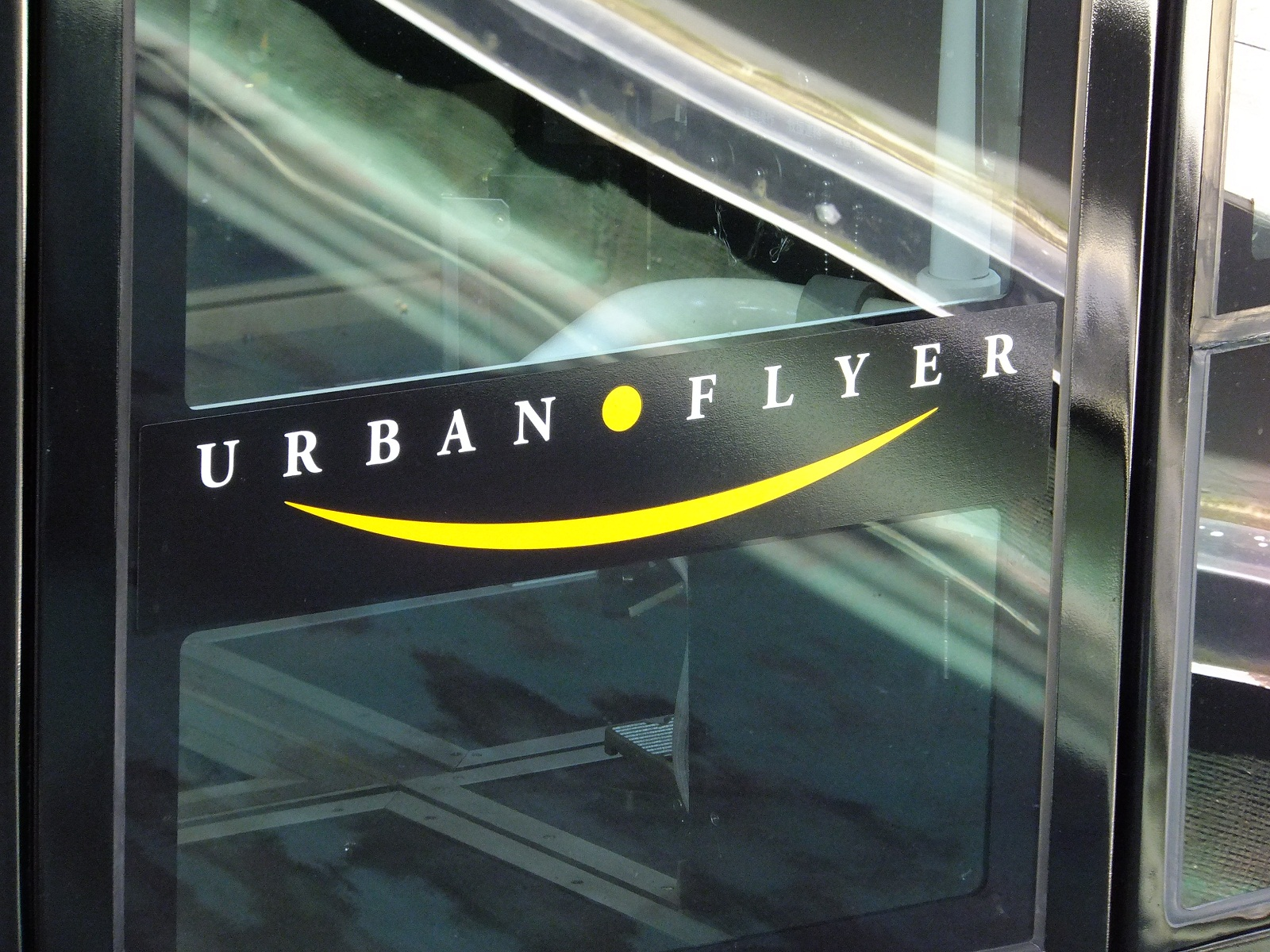
前面貫通扉にあしらわれたシンボルマーク
千葉氏の家紋月星紋

### 車体
車体は1000形と同様アルミニウム合金製であるが、エクステリアデザインは1000形のアルミ地の銀色の車体から脱却が図られており、都市の空をイメージするブルーを基調とし、先頭部にかけて黒を斜めに配色している。また、アクセントとして側窓下と車体下面には飛行機雲をイメージした白いストライプが配された。
なお、2012年1月下旬より終電後に試運転を開始した際は、車体デザインを隠すため、シンボルマークと7月運行開始のみをPRする黒いプロモーション用ラッピングが車体全面に施されて行われ4月4日には昼間その姿を本線に現した。4月12日に動物公園駅での新型車両内覧会ならびに試乗会が行われるにあたって、ラッピングが剥がされてオリジナルデザインが公開されている。

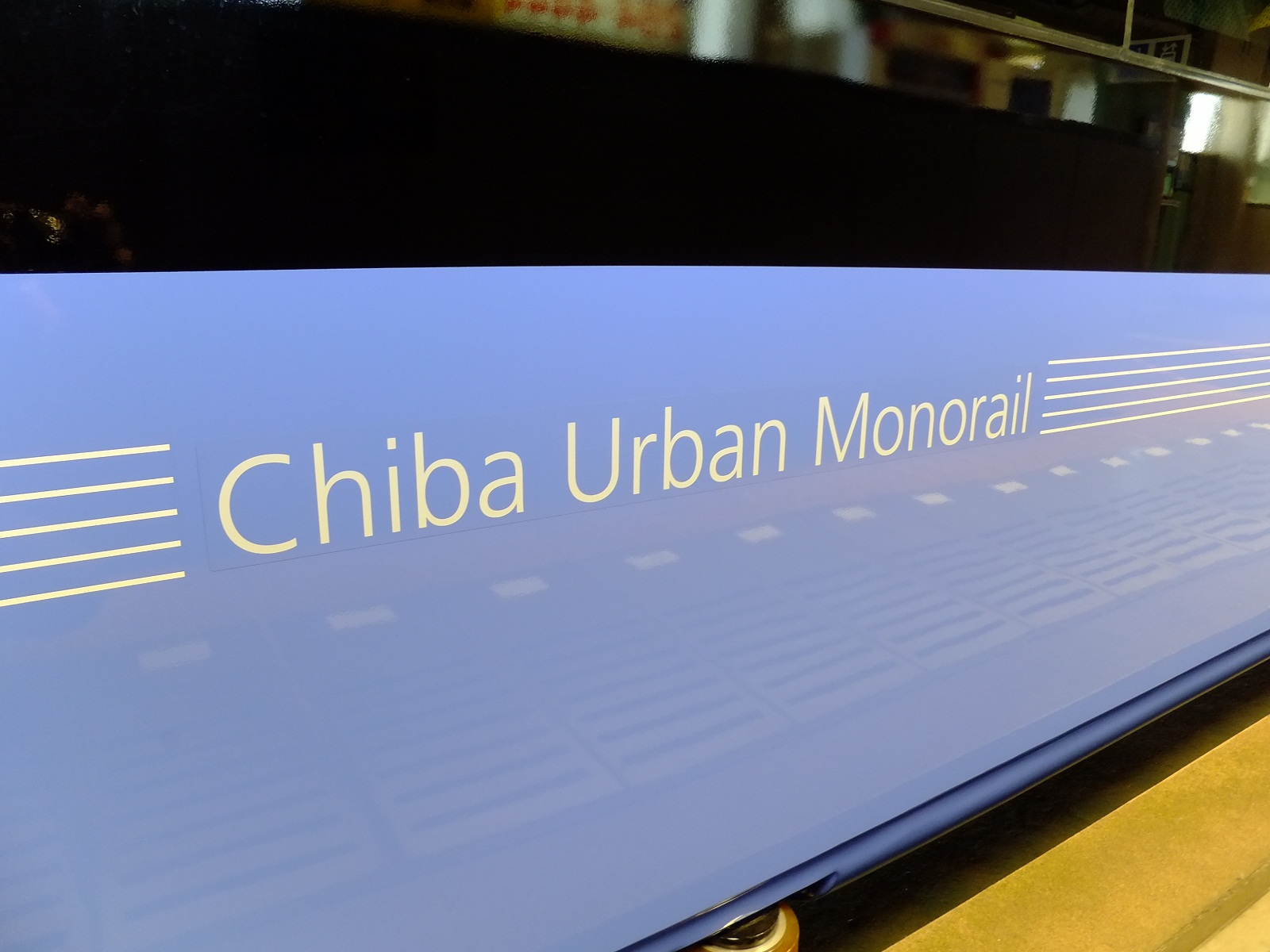
側窓下には白い5条のストライプが入る。

### 車内
内装においては、車内からの眺望の拡大が図られており、乗務員室と客室との仕切り部を大型ガラスとして前面展望の拡大が図られたほか、乗降扉下部にも小窓を設けデッキ部の眺望の拡大が図られた。また、乗務員室の床面中央にもガラスを設置し、車体下部の眺望が見られるようにしたことも大きな特徴である。なお、当初の案では前面眺望を楽しむためのパノラマデッキを車両先端部に備え、開閉可能なガラス扉によって乗務員室と客室を区切り、乗務員のいない最後部ではガラス扉を開放して車両内の最端部（運転台を除く）まで乗客が立ち入れるようにする構想があったが、実車では計画の見直しにより採用されていない。また、側窓は戸袋窓を除く車体中央の窓で上部が内側に開く構造となっている。
座席は黒を基調とした住江工業製の全席ロングシートで、片持ち式セパレートタイプのハイバックシート（一人あたりの座席幅470 mm）を採用しており、背ずりの上辺を円弧状にし枕部にオレンジを配することで、着席区分の明確化を図っている。優先席は各車両の連結面側車端部に設けられており、座席の配色は一般席とは逆でオレンジの座席に枕部が黒である。なお、優先席のみ座席上部に荷棚が設置されている。
このほかバリアフリー対応設備として乗務員室後ろを車椅子スペースとしており、乗降扉部床面や優先席部のつり革はオレンジ色とするなど、ユニバーサルデザインに対応している。また、乗降扉上部にはLED式車内案内表示装置を設置した。
空調装置は能力26.74 kW（23,000kcal/h）の集中式CU774B形を1台搭載している。
2019年12月下旬に導入された6次車（第25編成以降）からは、次のような仕様変更が実施された。
- 眺望性向上のため、座席をハイバックシートからローバックシートに変更
- 座席間に縦方向の握り棒（スタンションポール）を増設
- 車内防犯カメラを設置
- 室内灯をLED照明に変更
- 行先表示器をフルカラーLEDに変更
- 車内案内表示装置を液晶ディスプレイ（LCD）に変更

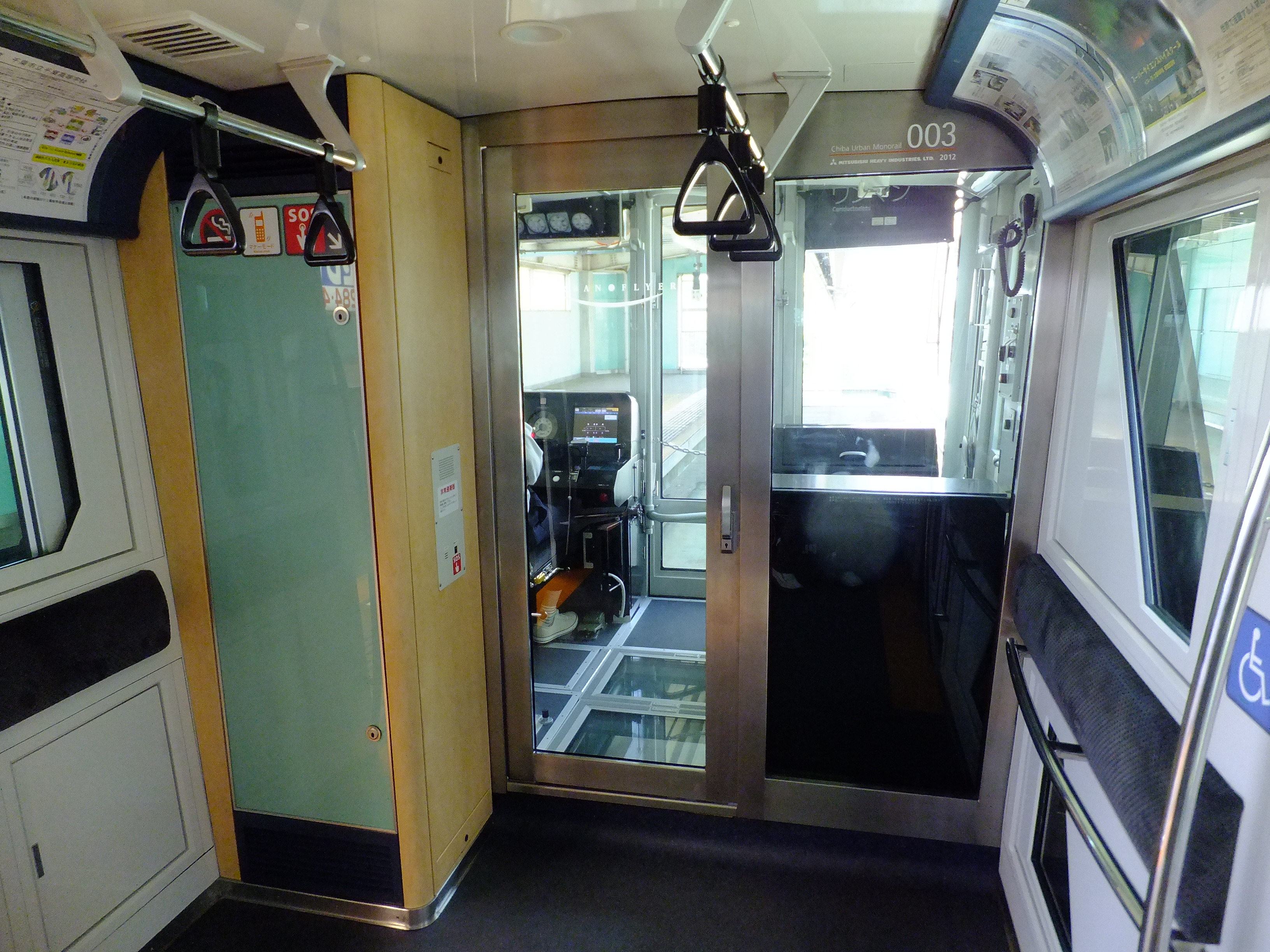
ガラス面積が拡大され、前面眺望が拡大された。
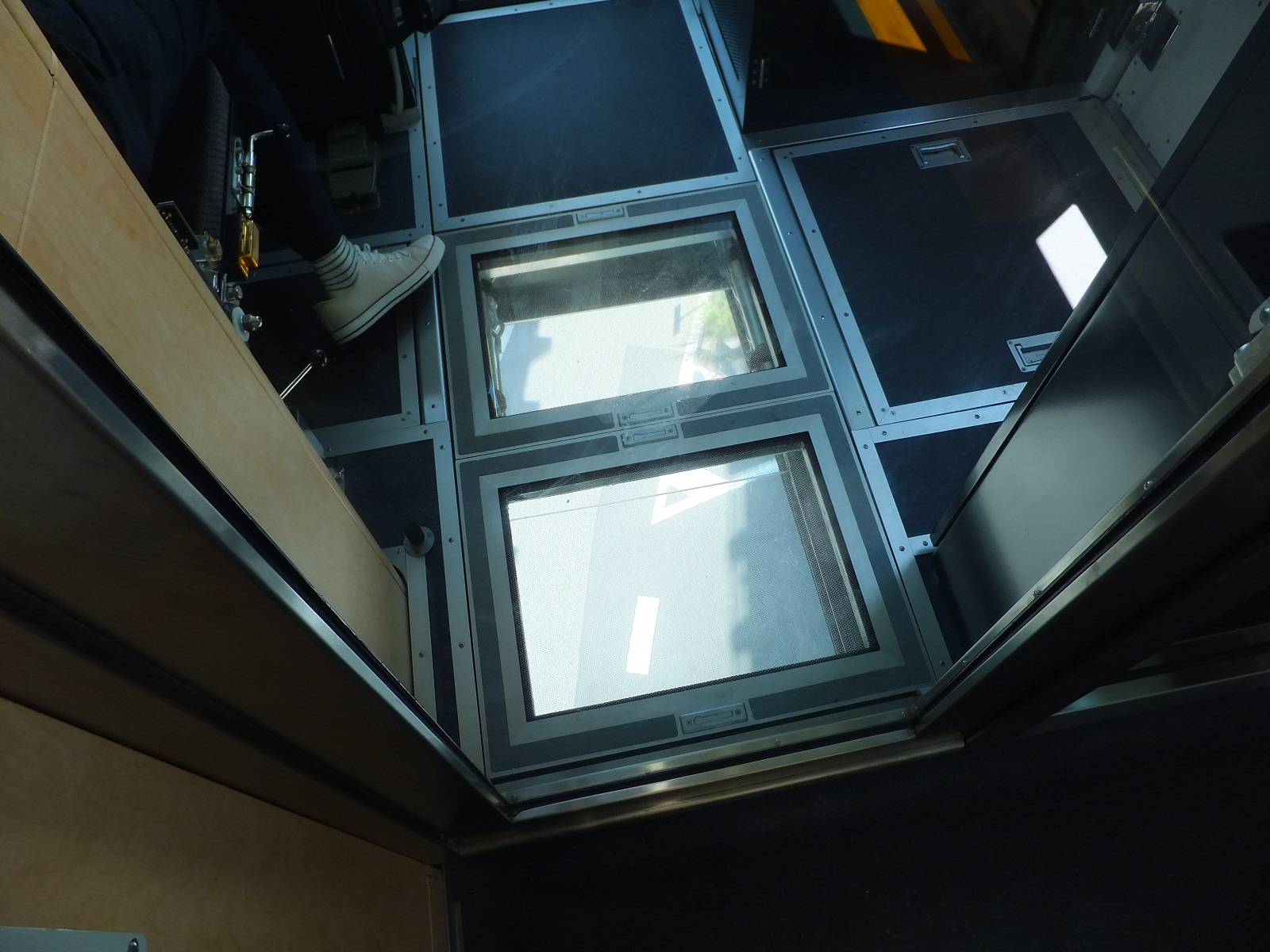
乗務員室床面中央のガラス窓
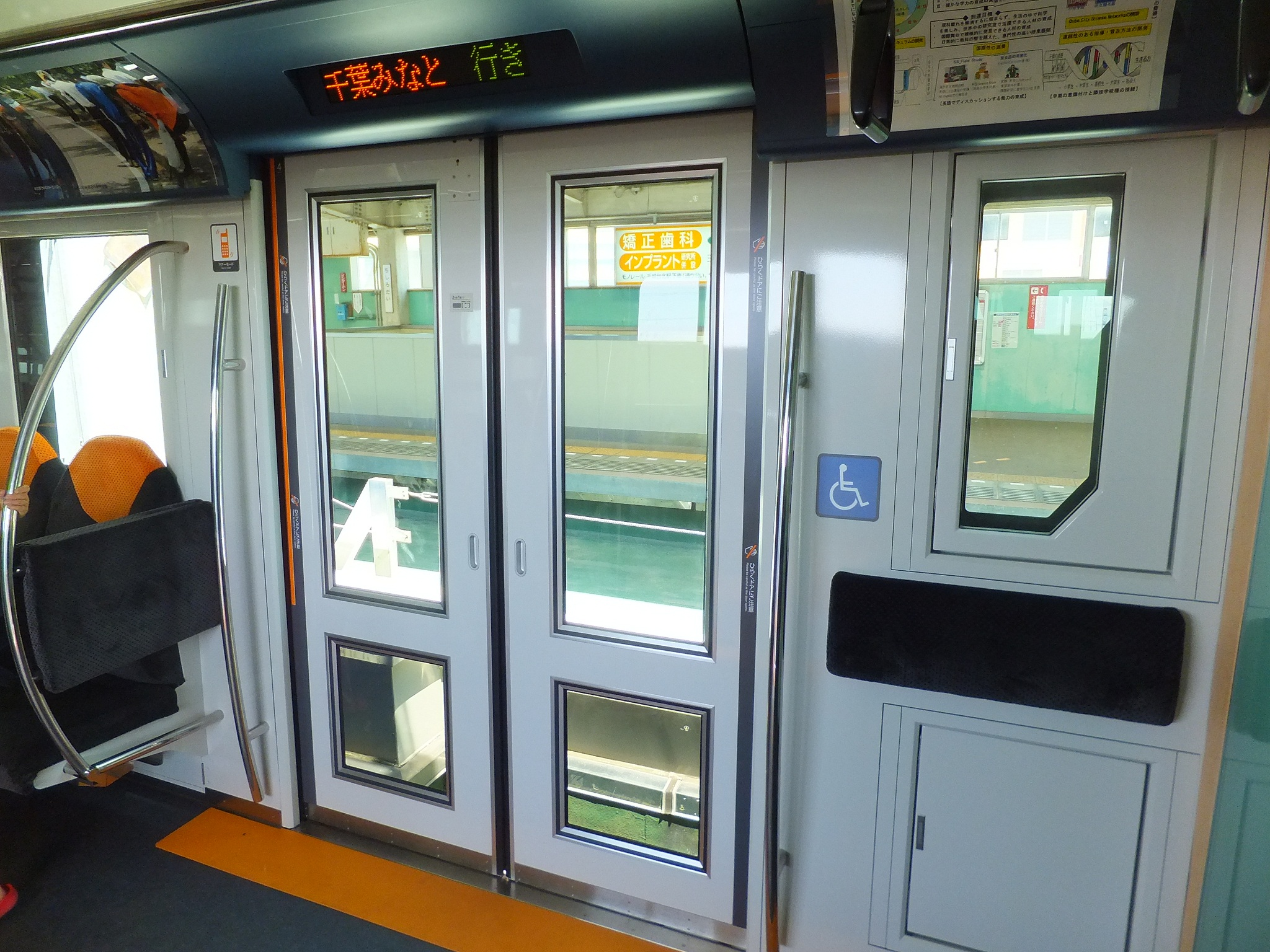
乗降扉部。警戒色として黄色が配された他、扉上にはLED式車内案内装置を備える。
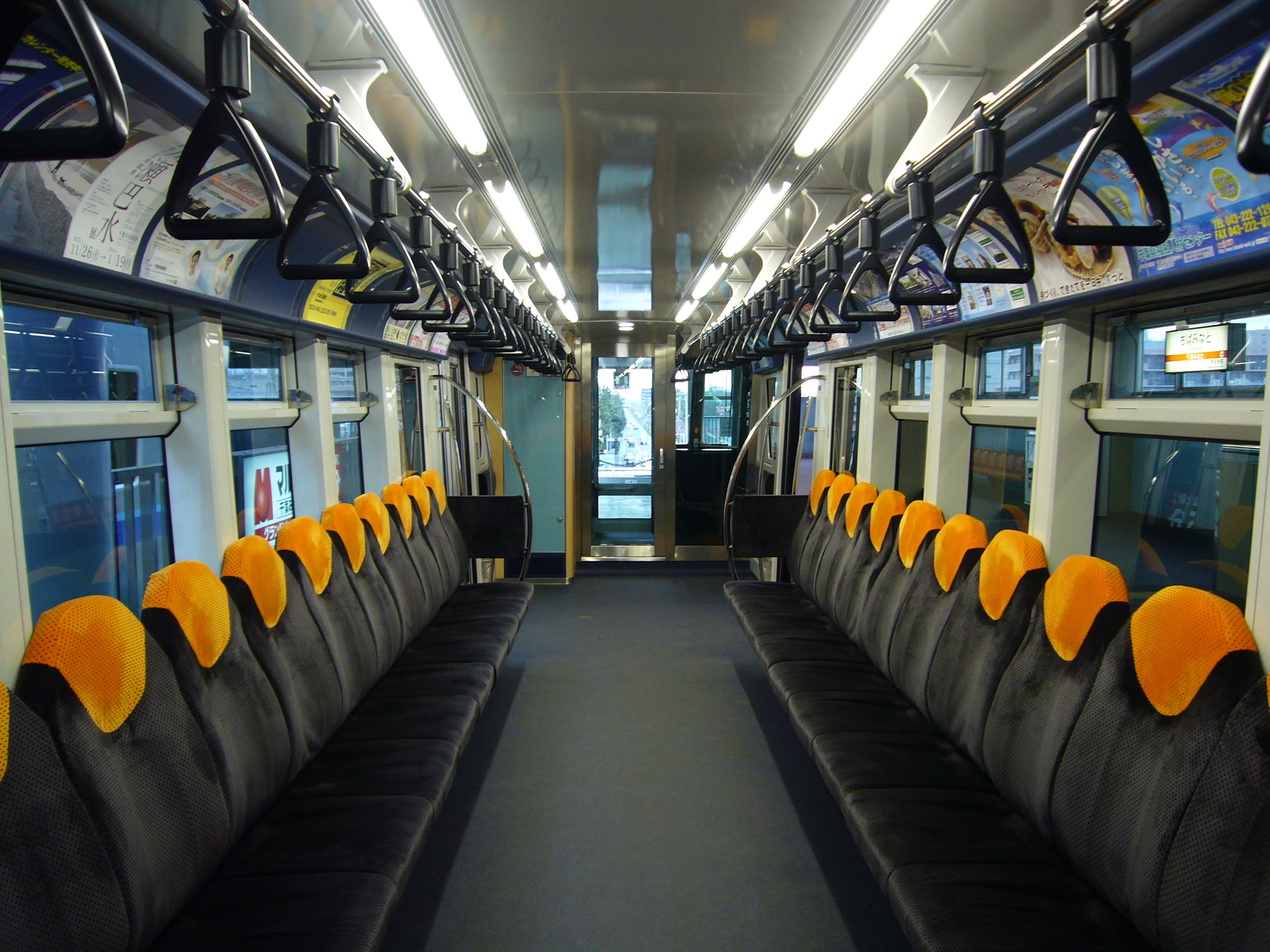
全景写真

### 発車メロディ
1000形では乗降促進音としてブザーが利用されているが、本形式では乗降時の安全性をより高めることを目的として発車メロディが採用された。
開発にあたっては千葉大学の協力のもと、合図性や快適性を持つメロディが検討された。

### 主要機器
台車は、ゴムタイヤ空気ばね式二輪台車である。
制御装置はIGBT素子を使用したVVVFインバータ制御（三菱電機製 MAP-606-15VD123形）である。主電動機は、1時間定格65 kW・1100 Vの三相交流式かご形三相誘導電動機を採用している。
ブレーキ装置は回生・発電ブレーキ(応荷重装置付)併用の電気指令式空気ブレーキを使用している。このほか、保安ブレーキ・駐車ブレーキを備えている。
集電装置は工進精工所製の剛体複線用で、正側がKC102形、負側がKC202形と称する。
運転台はデッドマン装置付の右手操作形ワンハンドルマスコンを採用しており、力行1 - 4ノッチ、常用ブレーキ1 - 5段から構成される。

## 沿革
上記の通り、2006年には1000形置き換えのための新型車両製作が検討されており、2007年（平成19年）には「URBAN FLYER 0」の仮称と車両の基本的なデザインが公開されている。当初は2009年（平成21年）度導入の予定であったが、営業運転開始は2012年であり、遅れた理由については公式に発表されていない。第21編成は2011年12月に、第22編成は2012年3月より三菱重工業三原製作所 和田沖工場（広島県三原市）から陸送された。その後、萩台車両基地に搬入された第21編成の試運転・習熟運転が開始され、2012年4月4日には報道公開に先立って初の日中の営業線試験走行（動物公園 - 千城台間）が行われた。次いで4月12日に動物公園駅で内覧会ののち、試乗会を兼ねて千葉駅まで試験走行が行われ、以降はプロモーション用ラッピングが剥がされた本来の姿で試運転を行っている。なお、同日には「Urban Flyer 0-type」名義でのFacebookページが開設された。その後、7月8日に記念式典と出発式が行われ、営業運転を開始した。
2012年のグッドデザイン賞を受賞。
5次車は2012年に第21 - 23編成（竣工日基準）と2013年に第24編成が、マイナーチェンジした6次車は2019年に第25編成と2020年に第26 - 28編成が製造された。さらに2024年、新たに第29編成が営業運転を開始し、2024年3月現在、計9編成が運用されている。
2025年から2028年にかけてさらに6編成を導入し、残る1000形8編成を置き換える予定であることが発表されている。

### 10周年記念事業
千葉都市モノレールは、2022年7月8日に本形式が営業運転開始10周年を迎えることを受け、次のような記念事業を開催すると発表した。
- 0形各編成に、それぞれ異なるデザインの記念ヘッドマークを掲出[19]
- 乗降促進音の変更
- 記念乗車券の販売[20]
- 千葉市動物公園との連携企画の実施

## 編成表
|          | ← 千葉みなと方面県庁前・千城台方面 → |             |                |          |
| 形式     | 0形 （Mc1）                          | 0形 （Mc2） |                |          |
| 搭載機器 | VVVF CP,BT                           | VVVF SIV    | 竣工日         | 次車分類 |
| 車両番号 | 001                                  | 002         | 2012年2月27日  | 5次車    |
| 車両番号 | 003                                  | 004         | 2012年4月23日  | 5次車    |
| 車両番号 | 005                                  | 006         | 2012年9月28日  | 5次車    |
| 車両番号 | 007                                  | 008         | 2013年11月30日 | 5次車    |
| 車両番号 | 009                                  | 010         | 2019年12月20日 | 6次車    |
| 車両番号 | 011                                  | 012         | 2020年2月15日  | 6次車    |
| 車両番号 | 013                                  | 014         | 2020年7月18日  | 6次車    |
| 車両番号 | 015                                  | 016         | 2020年10月9日  | 6次車    |
| 車両番号 | 017                                  | 018         | 2024年2月26日  | 7次車    |

凡例
- VVVF：VVVFインバータ装置、SIV：補助電源装置（静止形インバータ）、CP：空気圧縮機、BT：蓄電池
  - Mc1には補助空気圧縮機（ベビーコンプレッサ）を搭載

### 雑誌記事
- 「CAR INFO」『鉄道ファン』第615号、交友社、2012年7月、112-113頁。
- 「千葉都市モノレール新型車両 平成21年度末の導入へ向けてデザイン決定」『鉄道ファン』第554号、交友社、2007年6月、85頁。
- 鉄道図書刊行会『鉄道ピクトリアル』2012年7月号New model「千葉都市モノレール0形」（遠藤 真矢・千葉都市モノレール（株）総務部企画課）

### 新聞記事
- “千葉都市モノレール、新型車両の内覧試乗会”. 読売新聞. (2012年4月13日) 2012年8月10日閲覧。{{cite news}}:  CS1メンテナンス: 先頭の0を省略したymd形式の日付 (カテゴリ)
- “アーバンフライヤー営業運転開始 大型窓ガラスで集客増へ 千葉都市モノレール”. 千葉日報. (2012年7月10日) 2012年8月10日閲覧。{{cite news}}:  CS1メンテナンス: 先頭の0を省略したymd形式の日付 (カテゴリ)
- “新型車両の運転開始 千葉都市モノレール 記念式典と出発式”. 交通新聞. (2012年7月11日) 2012年8月10日閲覧。{{cite news}}:  CS1メンテナンス: 先頭の0を省略したymd形式の日付 (カテゴリ)

### ウェブサイト
- “新型車両 URBAN FLYER”.   千葉都市モノレール「Urban Flyer 0-type」facebookページ. 2012年8月10日閲覧。